# Ems-Vechte-Welle

Logo des Senders

Die Ems-Vechte-Welle ist ein werbefreies Bürgerradio, das die niedersächsischen Landkreise Emsland und Grafschaft Bentheim bedient. Das Programm des Senders wird bis in Teile des Landkreises Cloppenburg ausgestrahlt. Es ist aufgeteilt in das redaktionelle Programm und den Bürgerfunk. Das redaktionelle Programm wird von Radioprofis gemacht und von Montag bis Freitag in der Zeit von 6 bis 18 Uhr ausgestrahlt. Dazu gehören das Frühmagazin (6 bis 9 – Der Morgen im Emsland und der Grafschaft Bentheim) und die regionale Info-Sendung "Durch den Tag" (9 bis 18 Uhr). Darüber hinaus strahlt der Sender immer zur halben Stunde aktuelle Regionalnachrichten aus.
Auch das Bürgerradio ist sehr vielfältig, so gibt es etwa das Kulturmagazin Spektrum, die Bluestime oder Ellens Groove mit Songs aus dem Bereich Black Music. Im Rahmen des offenen Bürgerangebots haben Schüler aus der Stadt Werlte und der Region die Chance, Sendungen mit Hilfe eines Medienpädagogen zu produzieren.
Geschäftsführer ist Jan Schenkewitz, der auch zu den Gründungsmitgliedern der Studiengesellschaft für Emsländische Regionalgeschichte gehört. Bis April 2018 war Inga Graber Chefredakteurin des Senders. Sie wurde im Jahr 2014 mit dem Niedersächsischen Medienpreis ausgezeichnet und erhielt den Preis in der Sonderkategorie Wirtschaft. Ausgezeichnet wurde ihre Wochenserie zur Textilgeschichte Nordhorns "Nordhorn en Vogue".
Von Juni bis August 2018 war Lars Cohrs Chefredakteur der Ems-Vechte-Welle. Die Position wurde danach nicht neu besetzt.
Die Sendestudios befinden sich in Lingen, Nordhorn und Werlte.
Die Frequenzen für den Antennenempfang sind
- Molbergen: 89,50 MHz[1]
- Nordhorn: 95,20 MHz
- Lingen: 95,60 MHz.

Die Frequenzen für den Kabelempfang sind auf der Homepage des Senders unter Frequenzen zu finden, seit 28. April 2025 über DAB+.